# 褐翅綠弄蝶
褐翅綠弄蝶也稱擬綠弄蝶、黃毛綠弄蝶、清風藤綠弄蝶，是綠弄蝶屬的一種弄蝶。

## 描述
雄蝶頭部披有帶綠色調的褐色毛，觸角褐色，末端明顯彎鉤。口器為黑褐色。下唇鬚前伸，第1及第2節橙色並帶褐色細紋，第3節小而呈錐狀、褐色。胸部與腹部均為褐色，腹面中央具橙色縱帶。足部褐色，後足脛節基部有兩束長毛。
前翅近似直線狀，外緣微突出；後翅臀區略呈葉狀。翅背面為褐色，基部覆綠色毛；腹面則呈帶光澤的綠色，脈絡黑褐色，後翅臀區附近有一橙色斑塊，帶有黑褐斑點，緣毛於此區為橙色，其餘為褐色。
雌蝶外形與雄蝶相似，但整體毛色偏藍，非綠色。後足脛節無長毛束為其主要差異。
本種與綠弄蝶外型極為相似，野外難以單憑外觀區分。

## 分布
本種分布於中國華西、喜馬拉雅山區、中南半島北部與台灣。
台灣主要分佈於中、高海拔山地。但在北部也可見於低海拔森林。

## 生態習性
主要棲息於常綠闊葉林，一年可繁殖多代，屬於多化性蝶種。成蝶飛行速度快，常在黃昏或陰天活動；冬季則以幼蟲階段越冬。本種幼蟲以清風藤科植物為食。

## 資料來源
1. ↑  Card for  Choaspes xanthopogon[永久] in LepIndex. Accessed 12 October 2007.
2. 1 2 3  徐堉峰、千葉秀幸、築山洋、梁家源、黃智偉. . 行政院農業委員會林務局. 2019-01. ISBN 9789860586657.
3. ↑  呂晟智. . 臺灣生命大百科.   [2025-05-09].
4. ↑  徐堉峰. . 台中市: 晨星出版社. 2013. ISBN 978-986-177-669-9.
5. 1 2  徐堉峰. . 臺灣生命大百科.   [2025-05-09].

## 外部連結
- 维基共享资源上的相關多媒體資源：褐翅綠弄蝶